# Buk lesní Františky
Buk lesní Františky je památný strom buk lesní (Fagus sylvatica) na Františkách, místní části obce Krouna v okrese Chrudim v Pardubickém kraji. Roste v nadmořské výšce 650 m na malé pastvině blízko chalupy čp. 22 při okraji lesa u polní cesty z František do Martinic. Solitérní strom má na mírně obloukovitě prohnutém dvojitém kmeni vysoko nasazenou bohatou korunu. Na kmeni s vysokými kořenovými náběhy je otevřená dutina. Obvod kmene měří 440 cm, koruna sahá do výšky 23 m (měření 2009). V roce 2003 byl proveden zdravotní řez a instalována bezpečnostní vazba. V době vyhlášení památným stromem bylo jeho stáří odhadováno na 150 let.
Strom je chráněn od roku 2003 pro svůj významný vzrůst, stáří a jako krajinná dominanta.

## Stromy v okolí
- Mlynářova lípa (Pustá Kamenice)